# Llista de professors de la Universitat de Barcelona
Van ensenyar en la universitat antiga algunes figures importants, entre les quals Tomàs Alaix (teòleg del segle xvi), Francesc Calça (historiador, poeta i rector de l'entitat al segle xvi), Francesc Escobar (preceptista i hel·lenista del segle xvi), Miquel de Calderó (jurista i teòleg del segle XVII), Domènec d'Aguirre (historiador, jurista i polític del segle XVII-XVIII).
En la universitat restaurada de mitjan segle xix destacaren com a professors: Antoni Bergnes de las Casas (filòleg, hel·lenista i editor), Joan Cortada Sala (novel·lista i periodista), Manuel Duran i Bas (jurista i polític) i periodista.
La primera meitat del segle xx van comptar amb personalitats com Ignasi Barraquer i Barraquer (metge oftalmòleg, fundador de l'Institut Barraquer), Pere Bosch i Gimpera (prehistoriador i arqueòleg, pioner de l'arqueologia preromana a Espanya), Américo Castro (historiador), Ramon d'Alòs-Moner i de Dou (especialitzat en la literatura italiana), Pompeu Fabra i Poch (lingüista, gramàtic i lexicògraf), Joaquim Carreras i Artau (filòsof i historiador de la filosofia) i Tomàs Carreras i Artau (filòsof, advocat i etnòleg).
Durant la segona meitat del segle xx hi destacat personalitats com els científics Manuel Ballester i Boix (químic, professor a Harvard, Premi Príncep d'Astúries d'Investigació Científica i Tècnica en 1982), Enric Casassas i Simó (químic, president de l'Institut d'Estudis Catalans), Oriol de Bolòs i Capdevila (botànic), Creu Casas i Sicart (botànica i farmacèutica), Margarida Comas i Camps (biòloga) o Josep Cuatrecasas i Arumí (especialista en botànica tropical). En la geografia cal citar Pierre Deffontaines (geògraf, director de l'Institut Francès de Barcelona) i Lluís Casassas i Simó. L'economia i l'empresa han estat ensenyades per Fabián Estapé (impulsor dels plans d'estabilització econòmica durant el franquisme, degà de la Facultat de Ciències Econòmiques i rector de la UB en dues ocasions (1969-1971 i 1974-1976)). En la història han destacat Martín Almagro Basch (arqueologia i història clàssica), Miquel Coll i Alentorn (medievalista i polític), Jordi Casassas i Ymbert (història contemporània). En història de l'art cal esmentar: Santiago Alcolea i Gil (especialitzat als segles XVI-XIX), Alexandre Cirici i Pellicer (també reconegut crític d'art), Victòria Combalia i Dexeus, el musicòleg Roger Alier. En el camp de la filologia, son rellevants el poeta Dámaso Alonso i José Manuel Blecua Teijeiro, en filologia i literatura espanyoles; Nora Catelli (teòrica de la literatura);Ramon Aramon i Serra, Joan Coromines i Vigneaux o Antoni Badia i Margarit, tots en filologia catalana; Pere Bohigas i Balaguer (historiador del llibre i la literatura), Antoni Comas i Pujol i Eulàlia Duran i Grau, historiadors de la literatura catalana, els sociolingüistes Lluís Vicent Aracil i Boned i Albert Bastardas i Boada, la terminòloga Maria Teresa Cabré, Ramon Carnicer Blanco (fundador del curs d'Estudis Hispànics i de l'Escola d'Idiomes Moderns de la UB), o Jaume Berenguer i Amenós, hel·lenista, i Joaquim Balcells i Pinto, llatinista. En el camp de les llengües modernes, cal destacar la catedràtica jubilada Doireann MacDermott, pionera de la filologia anglesa a nivell estatal; Jacqueline Hurtley, biògrafa de l'editor Josep Jané; i l'historiador literari John Stone.
Mentre la carrera d'Arquitectura es cursà en el si de la UB, hi foren professors alguns dels més prestigiosos arquitectes catalans: Josep Domènech i Estapà (també destacat matemàtic), Lluís Domènech i Montaner (també historiador i polític) o Federico Correa Ruiz
- Pau Ferrer Piera, metge, especialista en l'estudi de la tuberculosi.
- Laureà Figuerola i Ballester, economista, ministre de Finances, creador de la pesseta.
- Lluís Folch i Camarasa, metge i pedagog, especialitzat en trastorns psicològic dels nens.
- Pere Font i Puig, filòsof, psicòleg i pedagog.
- Pius Font i Quer, botànic.
- Josep Fontana i Lázaro, historiador.
- Josep Fontanella i Garraver, jurista i polític, molt actiu durant la Guerra dels Segadors.
- Josep Maria Fontboté i Mussolas, geòleg.
- Joan Fontcuberta i Villà, fotògraf.
- Eduard Fontserè i Riba, físic, sismòleg i meteoròleg, pioner de l'estudi dels núvols.
- Miquel Fusté i Ara, antropòleg físic, especialitzat en restes prehistòriques.
- Alexandre Galí i Coll, pedagog i historiador.
- David García Bacca, filòsof.
- Francisco García-Valdecasas Santamaría, metge, catedràtic de farmacologia i rector el 1965-1968
- Salvador Giner, sociòleg i president de l'Institut d'Estudis Catalans.
- Antoni Griera i Gaja, lingüista, dialectòleg.
- Joan Hernández Pijuan, pintor.
- Manuel Jiménez de Parga y Cabrera, jurista, president del Tribunal Constitucional.
- Ramon Jordi i González, historiador de la farmàcia.
- Josep Maria Jujol i Gibert, arquitecte.
- Josep de Letamendi i de Manjarrés, metge, filòsof, músic i poeta.
- Francesc Xavier Llorens i Barba, filòsof.
- Jordi Llovet i Pomar, catedràtic de Teoria de la Literatura i Literatura comparada.
- Ernest Lluch, economista,historiador de l'economia i ministre espanyol de Sanitat.
- Joan Maluquer de Motes i Nicolau, prehistoriador i arqueòleg.
- Rafael Mambla, filòsof i poeta en llatí del segle xvi.
- Ramon de Manjarrés i de Bofarull, enginyer industrial.
- Joan Mañé i Flaquer, periodista i escriptor, director del Diario de Barcelona i altres diaris.
- Gregorio Marañón, psicòleg i assagista.
- Ramon Margalef, ecòleg.
- Miguel Ángel Marín Luna, jurista, especialitza en dret internacional, alt funcionari de les Nacions Unides.
- Joan Martí i Castell, catedràtic de filologia catalana.
- Mariano Marzo Carpio, geòleg expert en geologia del petroli, director de la càtedra 'Transició Energètica UB-Fundación Repsol'.
- Carme Mayol Fernández, bibliotecària, presidenta del Col·legi Oficial de Bibliotecaris-documentalistes de Catalunya.
- Manuel Milà i Fontanals, filòleg, erudit i escriptor.
- Agustín Millares Carlo, paleògraf, bibliògraf, llatinista i historiador.
- Carles Miralles i Solà, hel·lenista, poeta i crític literari.
- Josep Maria Millàs i Vallicrosa, semitista, especialista en hebreu.
- Joaquim Molas i Batllori, historiador de la literatura.
- Pere Felip Monlau i Roca, científic, metge, estudiós de la literatura i l'urbanisme.
- Manuel de Montoliu i de Togores, filòleg, crític literari i historiador de la literatura.
- Enric Moreu-Rey, erudit i historiador de la cultura, especialitzat en el segle xviii; autor dramàtic.
- Jaume Muxart i Domènech, pintor.
- Mary Nash, historiadora.
- Lluís Nicolau d'Olwer, historiador, filòleg, hel·lenista i polític.
- Rafael Olivar Bertrand, historiador.
- Marçal Olivar i Daydí, erudit, filòleg, llatinista, medievalista, historiador de la ceràmica i altres arts.
- Joan Oró i Florensa, bioquímic; a la NASA va dirigir els programes de recerca dels Apollo i Viking.
- Agustí Pedro i Pons, metge.
- Lluís Pericot i Garcia, prehistoriador.
- August Pi i Sunyer, metge fisiòleg.
- Santiago Pi i Sunyer, metge fisiòleg, polític.
- Josep Pijoan i Soteras, historiador, historiador de l'art, assagista, poeta.
- Miquel Porter i Moix, historiador del cinema i crític cinematogràfic.
- Josep Puig i Cadafalch, arquitecte, historiador, polític.
- Josep Ramoneda i Puiggròs, urbanista i cartògraf.
- Carles Riba i Bracons, poeta, escriptor, hel·lenista i assagista.
- Carme Riera Guilera, escriptora.
- Santiago Ramón y Cajal, metge i fisiòleg, Premi Nobel de Medicina.
- Jaume Raventós i Gavaldà, metge i farmacòleg, descobridor del fluotà.
- Salvador Reguant i Serra, geògraf i estratígraf.
- Joan Reventós i Carner, polític, president del Parlament de Catalunya.
- Peter John Reynolds, arqueòleg, especialitzat en l'edat del ferro.
- Oriol Riba i Arderiu, geòleg i estratígraf.
- Martí de Riquer i Morera, filòleg, romanista, historiador i heraldista.
- Bartomeu Robert i Yarzábal, metge i alcalde de Barcelona, conegut també com el Dr. Robert.
- Antic Roca, professor de llengua, arts, filosofia, aritmètica, al segle xvi.
- Miquel Roca i Junyent, advocat i politic.
- David Romano Ventura, historiador, semitista.
- Joandomènec Ros i Aragonès, ecòleg.
- Xavier Rubert de Ventós, filòsof i polític.
- Jordi Rubió i Balaguer, erudit, filòleg i bibliotecari, primer Premi d'Honor de les Lletres Catalanes.
- Antoni Rubió i Lluch, historiador, medievalista i historiador de la literatura.
- Joaquim Rubió i Ors, poeta, escriptor, rector de la Universitat de Barcelona (1899-1900).
- Jordi Sabater i Pi, primatòleg i etòleg, Creu de Sant Jordi.
- Manuel Sacristán Luzón, filòsof, pensador i assagista.
- Gaspar Sala i Berart, escriptor polític del segle xvii.
- Xavier de Salas i Bosch, historiador de l'art.
- Ricard Salvat, director teatral i historiador del teatre.
- Josep Maria Sans i Travé, historiador i arxiver, director de l'Arxiu Nacional de Catalunya.
- Rafael Santos Torroella, escriptor, crític d'art i dibuixant.
- Josep de Saragossa i Vilanova, matemàtic i astrònom del segle xvii.
- Joan Sardà i Dexeus, economista.
- Jaume Serra Húnter, filòsof.
- Josep de Calassanç Serra i Ràfols, arqueòleg.
- Sebastià Serrano i Farrera, lingüista, especialitzat en comunicació i semiòtica.
- Jaume Sobrequés i Callicó, historiador.
- Joan Solà, lingüista i filòleg, expert en sintaxi.
- Jordi Solé i Tura, polític i jurista.
- Ferran Soldevila, historiador i escriptor.
- Lluís Solé i Sabarís, geòleg i geògraf.
- Miquel Tarradell i Mateu, arqueòleg i historiador.
- Ana Teberosky Coronado, psicòloga infantil, pedagoga.
- Esteban Terradas i Illa, matemàtic i enginyer industrial i de camins.
- Francisco Tomás y Valiente, jurista.
- Antoni Torroja i Miret, matemàtic.
- Ramon Trias i Fargas, economista i polític.
- Antoni Trias i Pujol i Joaquim Trias i Pujol, metges.
- Ángel Valbuena Prat, filòleg i historiador de la literatura castellana.
- Eduard Valentí i Fiol, humanista, filòleg, especialitzat en filologia clàssica.
- Valentín Vázquez de Prada, historiador.
- José María Valverde Pacheco, escriptor, poeta, assagista, traductor.
- Joan Vernet i Ginés, arabista.
- Jaume Vicens Vives, historiador.
- Gaietà Vidal i Valenciano, doctor en filosofia i lletres, escriptor.
- Joan Vilà i Valentí, geògraf.
- Joan Lluís Vileta, filòsof i teòleg del segle xvi.
- Eulàlia Vintró, filòloga i política, tinent d'alcalde de l'Ajuntament de Barcelona.
- Jorge Wagensberg, físic i editor, dedicat a la divulgació de la ciència.
- Joaquim Xirau i Palau, filòsof.
- Joaquín Yarza Luaces, historiador de l'art.
- Xavier Zubiri, filòsof.
- Anna Forés i Miravalles, pedagoga i escriptora.
- Joan Tusquets Terrats, pedagog.
- Joaquim Carreras i Artau, historiador de la filosofia.
- Jeroni de Moragas, psicòleg.